# Cessna 402
Cessna 401 in 402 ("Utiliner" in "Businessliner") je serija 6-10 sedežnih dvomotornih propelerskih letal, ki jih je proizvajala ameriška Cessna v obdobju 1966-1985. Cessna 401, niti 402 nimata presurizirane kabine, obe letali sta z ekonomično hitrostjo križarjenja 142 vozlov sorazmerno počasni glede na moč motorjev 650 konjev. Cessna je naredila letala da so bila sorazmerno ugodna za nakup in letenje. Cape Air v ZDA jih uporablja v rednem potniškem prometu za 8 potnikov. Na obeh letalih se da hitro odstraniti sedeže za prevoz tovora. 

## Specifikacije (402C)
Podatki iz Plane & Pilot, Airliners.net, The Incomplete Guide to Airfoil Usage
Splošne karakteristike
- Posadka: 1 ali 2
- Število sedežev: Do 9 potnikov
- Dolžina: 36 ft 5 in (11,09 m)
- Razpon kril: 44 ft 2 in (13,45 m)
- Višina: 11 ft 6 in (3,49 m)
- Površina kril: 225,8 sq ft (21,0 m²)
- Aeroprofil: NACA 23018 (koren) NACA 23015 (konec krila)
- Teža praznega letala: 4069 lb (1845 kg)
- Naložena teža: 6865 lb (3114 kg)
- Uporaben tovor: 2781 lb (1262 kg)
- Maks. vzletna teža: 6850 lb (3107 kg)
- Pogon letala: 2 ×  turbopolnjeni protibatni bencinski motor Continental TSIO-520-VB, 325 KM (240 kW)  vsak

 Zmogljivost 
- Neprekoračljiva hitrost: 230 vozlov (266 mph, 428 km/h)
- Maks. hitrost: 230 vozlov (266 mph, 428 km/h)
- Potovalna hitrost: 142 kn (163 mph, 263 km/h) at 10,000 ft (3,000 m) (econ cruise)
- Hitrost porušitve vzgona: 71 vozlov (82 mph, 132 km/h)
- Doseg: 1273 nmi (1467 milj, 2360 km)
- Višina leta: 26900 ft (8200 m)
- Hitrost vzpenjanja: 1450 ft/min (7,36 m/s)
- Obremenitev kril: 30,3 lb/(sq ft) (148 kg/m²)
- Razmerje moč/teža: 10,5 [lb/KM (0,15 kW/kg)